# Telchius barbarus
Telchius barbarus là một loài nhện trong họ Oonopidae.
Loài này thuộc chi Telchius. Telchius barbarus được Eugène Simon miêu tả năm 1893.